# Asiosilis dehraduna
Asiosilis dehraduna is een keversoort uit de familie soldaatjes (Cantharidae). De wetenschappelijke naam van de soort werd in 1957 gepubliceerd door Wittmer.